# Elisabetta d'Inghilterra (film)
Elisabetta d'Inghilterra (Fire Over England) è un film del 1937 diretto da William K. Howard e interpretato da Flora Robson nei panni della regina vergine. Il film è noto anche col titolo Fiamme sull'Inghilterra. Sul set del film s'innamorarono Laurence Olivier e Vivien Leigh.
René Clair, che non appare nei titoli, ha collaborato al film come aiuto regista.

## Trama
Durante la guerra tra Spagna e Inghilterra per la supremazia sui mari, una nave corsara inglese che trasporta oro viene catturata dagli spagnoli e poco dopo viene alla luce un complotto per uccidere la regina. Visti questi eventi, Elisabetta decide di mandare un nobile a lei fidato presso la corte di Spagna come spia facendolo passare per un traditore che chiede asilo. La missione ha successo: l'uomo non solo scopre i congiurati che si nascondono alla corte di Spagna, ma guida le navi inglesi contro le flotte dell'Armada.

## Produzione
Il film fu prodotto dalla London Film Productions.

## Distribuzione
Distribuito dalla United Artists Corporation, il film uscì nelle sale cinematografiche britanniche dopo una prima tenuta a Londra il 25 febbraio. Negli USA, era stato presentato in anteprima a Los Angeles l'8 gennaio: fu distribuito in sala il 5 marzo 1937. Nel 1949, ne venne curata una riedizione che fu distribuita dall'Adelphi Films Ltd.